# ブラウン神父の不信
『ブラウン神父の不信』（The Incredulity Of Father Brown）は、ギルバート・ケイス・チェスタトンによって1926年に発表されたブラウン神父を主人公とする推理小説の短編集。
シリーズ内でこれと次の『ブラウン神父の秘密』（1927年）はやや変則的な構成で、まず第2短編集『ブラウン神父の知恵』（1914年）から12年も離れて出版されていること、逆に『ブラウン神父の秘密』は翌年に出ているが、雑誌連載順はほぼ同時というより先に出ていても『秘密』にのせられている作品もあり、『不信』は全体的に超自然的な不可能（と思える）犯罪が中心なのに対し、『秘密』は幻想やユーモアの味付けが濃い物中心になっている。

## 収録作品

### ブラウン神父の復活（The Resurrection of Father Brown）
ブラウン神父が南米で活動していた時のこと。神父は（本人にとっては迷惑なことに）ある記者によって世界的な名声を博すようになっていた。神父を見物するための列車が仕立てられ、神父を主人公とする小説まで書かれる始末だった。そんなある日大事件が起きる。神父が何者かに襲われ、殺されてしまったのだ。すぐさま関係者によって葬儀が行われた。しかしその最中信じがたいことが起きる。安置されていた神父の遺体がむっくりと起き上がったのである。神父は驚愕する群衆を尻目に電信局へ行き、「奇跡はデマである」との電報を司教へ打った。そして神父は、自分に仕掛けられた恐ろしい企みについて語りだす。

### 天の矢（The Arrow of Heaven）
ダニエル・ドゥームという人物は「コプトの杯」という美術品に対して異様な執着を見せており、持ち主を次々と殺していった。この杯を得たマートンというアメリカの富豪はをラウン神父の名探偵ぶりに期待し、現地に呼び寄せる。ところが神父がビルの最上階の部屋へ通された時には、マートンは喉に矢が刺さって死んでいた。そして周りには矢を射込めるような建物は無く、警備体制も万全だった。

### 犬のお告げ（The Oracle of the Dog）
ヨークシャー海岸のクラストンで、ドルース大佐という人物が殺害された。彼は離れのあずまやで死んでいたが、一つしかない入り口は複数の人目に晒されていた。さらに奇妙なことに、死体が発見されたのと同じ時間に彼の飼い犬が悲しげな吠え声を上げたというのだ。この一種の密室殺人事件を、ブラウン神父が安楽椅子探偵として解き明かす。

### ムーン・クレサントの奇跡（The Miracle of Moon Crescent）
ムーン・クレサントという名のビルに居を構える大富豪ウィンドの元をブラウン神父が訪れた。秘書が止めると神父は訳を話した。建物の脇の路地から、神父が以前面倒を見た乱暴者が現れた。その男は呪いを銃に込めて撃ち、ウィンドを殺したと言った。男の態度が気になるので、ウィンドの様子を確認したいと言うのだ。部屋を覗くと果たしてウィンドは姿を消していた。部屋は開いていた窓の他は密室で、窓の外には足場も何も無かった。その後ウィンドは近くの公園で首吊り死体となって発見された。目撃者達は奇跡が起きたと騒ぐが、神父は彼らを諭して真相を話す。

### 金の十字架の呪い（The Curse of the Golden Cross）
考古学者のスミール教授は「以前クレタ島で発掘した金の十字架をよこさないと殺す」という脅迫を受けており、サセックス州の遺跡調査に向かう船で会ったブラウン神父に相談する。2人が遺跡に着くと、その上にある教会の牧師が姿を現す。牧師は考古学者でもあり、遺跡の銘によると呪いがあるらしいと注意した。船で同乗した連中と共に教授は遺跡に入った。しかし石棺に安置されたミイラを見ようとした瞬間、つっかえ棒が外れ、棺の蓋に頭を直撃されてしまう。さらにその後、牧師が自殺してしまう。

### 翼ある剣（The Dagger with Wings）
ブラウン神父がボイン博士に頼まれ、脅えている人間が正気か狂気か見てほしいと言われた。
見に行く相手のアーノルド・エールマーは地主の末子で同腹の実の兄2人と、最年長で血のつながらない養子の義兄がいて、父が亡くなった際に遺産は3人の実子ではなく、養子のジョン・ストレークに遺すよう遺言してあったが、実子達はストレークが父を脅迫したのだと裁判所に不服を申し立て、認められ、逆にストレークだけ遺産が渡らなかった。
ストレークは復讐を宣言して失踪し、上の2人は怪死を遂げ、アーノルドだけが脅えて暮らしていた。そこでブラウン神父がアーノルドの家に行くとノックをしても返事はなく、ドアも開かなかったが裏に回ると窓が開いており、そこから居間に入ると部屋着姿の男が部屋の向こう（玄関廊下への扉）から現れ、神父が事情を話すと、相手も「ストレークから翼のついた剣のような紋章のついた脅迫状が来た話」をしだし、兄の死の状況からストレークは悪魔のような力を持っていると主張を始め、玄関の廊下にかけてあったラッパ銃に銀の小像を入れて魔よけの銃弾代わりにし「少々待てばお見せしたいものがある」と、玄関側の廊下に行くとしばらくして銃声が聞こえ「あだを討った」とさっきの男が飛び込んできた。果たして外では大きな黒帽子に地面にこするほど異様に長い黒マントの男が事切れていたが周囲にこの男の足跡がない。神父はここまでの状況から事の顛末に疑問を抱く。

### ダーナウェイ家の呪い（The Doom of the Darnaways）
没落貴族のダーナウェイ家には、またいとこ同士が結婚して財産を統合するという習慣があった。そしてその末裔である令嬢が、オーストラリア帰りの青年と結婚することになった。しかし出入りしている画家がこの一族にまつわる伝説を発見する。当主が7代ごとに妻を殺して自殺しており、今度の青年がちょうどその代に当たるというのだ。そして青年は、額縁に伝説についての韻文が刻まれた肖像画を一人で撮影しているときに死んでしまう。教区を担当していたブラウン神父が呪いと殺人の謎に挑む。

### ギデオン・ワイズの亡霊（The Ghost of Gideon Wise）
3人の大富豪（スタイン、ギャラップ、ワイズ）達が、炭鉱をロックアウトしてストライキに見せかけ、労働者のせいにしようと相談していた。同じ頃、3人の革命家達がそれを利用し、ストライキを革命に発展させようと相談していた。それを知った大富豪達が革命家達を脅迫するが、無駄に終わった。しかし脅迫は実現されなかった。大富豪達は一夜にして全員消息不明になり、ギャラップは自宅の茂みで絞殺死体となって見つかり、ワイズは海辺の崖周辺に喧嘩の跡があり、海に彼の帽子が浮かんでいた。最後にスタインは庭に建築中のローマ風の風呂の中で死体となっていた。大富豪達を内偵していたネアーズは革命家達を疑い、話を聞くため内々に彼らを集めた。ところがその席で、ワイズの秘書ポッターが崖っぷちでの喧嘩で雇い主を殺したと自供する。さらに驚くべきことに、崖から墜死したはずのワイズは生きており、「喧嘩はしたが落ちたのは偶然で、ポッターは自分を助けようともしたので、喧嘩の件は許す。」と秘書のために証言したのである。しかしワイズの証言から、神父は事件の真実を見抜く。